# حزب کشاورزی روسیه

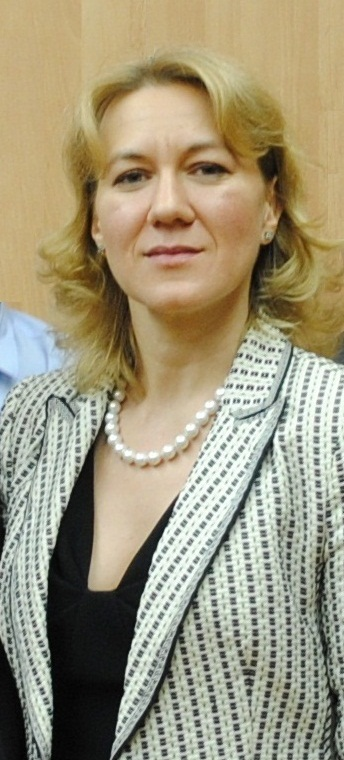
اولگا باشماچنیکووا، رهبر حزب در سال ۲۰۱۲

حزب کشاورزی روسیه ((اختصاری آ.پ. ر)(به انگلیسی: Agrarnaya Partiya Rossii)((اختصاری АПР)(به روسی: Аграрная Партия России)) یک حزب کشاورزی سیاسی در روسیه بود. این حزب در فوریه ۱۹۹۳ تأسیس شد و یکی از اولین احزاب در فدراسیون روسیه محسوب می‌شود.

## تاریخچه
حزب کشاورزی روسیه در ۲۶ فوریه ۱۹۹۳ توسط رئیس جمهوری آلتای، میخائیل لاپشین و واسیلی استارودوبتسف، فرماندار منطقه تولا و عضو پیشین اتحاد جماهیر شوروی در کمیته دولتی وضعیت اضطراری، تأسیس شد. در دوران رهبری آن‌ها (۱۹۹۳–۲۰۰۴)، حزب با حزب کمونیست فدراسیون روسیه (CPRF) و بلوک میهنی روسیه متحد شد. این حزب تا سال ۲۰۰۸ از سوسیالیسم کشاورزی و جمع‌گرایی حمایت می‌کرد.
میخائیل لاپشین، بنیان‌گذار حزب، تا سال ۲۰۰۴ رهبری آن را بر عهده داشت و آخرین رهبر حزب ولادیمیر پلوتنیکوف بود. در انتخابات پارلمانی دسامبر ۱۹۹۳، حزب کشاورزی ۳۷ کرسی در دوما به دست آورد و ۸٪ از آرای مردمی را کسب کرد. بین سال‌های ۱۹۹۴ تا ۱۹۹۶، ایوان ریبکین، یکی از اعضای حزب، رئیس پارلمان روسیه بود. در انتخابات پارلمانی دسامبر ۱۹۹۵، آ.پ. ر موفق نشد از آستانه ۵٪ عبور کند و تنها ۳٫۷۸٪ از آرا را به دست آورد. در انتخابات پارلمانی در ۷ دسامبر ۲۰۰۳، این حزب با کسب ۳٫۶٪ از آرای مردمی، توانست سه کرسی از مجموع ۴۵۰ کرسی پارلمان را به خود اختصاص دهد.
یکی از اعضای حزب کشاورزی، نیکولای خاری‌تونوف، در انتخابات ریاست جمهوری روسیه ۲۰۰۴ به‌عنوان نامزد حزب کمونیست فدراسیون روسیه شرکت کرد و با کسب ۱۳٫۷٪ از آرا، پس از ولادیمیر پوتین در جایگاه دوم قرار گرفت.
در دهه ۱۹۹۰، نمایندگان حزب در دوما معمولاً با حزب کمونیست متحد بودند و از حمایت بیشتر دولت از بخش کشاورزی دفاع می‌کردند.
در انتخابات ۲۰۰۷، این حزب ۲٫۳۰٪ از آرا را کسب کرد اما نتوانست از مرز ۷٪ عبور کند و به همین دلیل هیچ کرسی در دوما به دست نیاورد.
حزب کشاورزی در انتخابات ریاست جمهوری روسیه ۲۰۰۸ از نامزدی دمیتری مدودف حمایت کرد و سپس با روسیه متحد، حزبی که هم‌اکنون بیشترین کرسی‌ها را در دوما دارد، ادغام شد.

## تأسیس مجدد
سال ۲۰۱۲ دوره‌ای بسیار مهم برای این حزب بود، زیرا به‌طور رسمی بازسازی شد و اولگا باشماچنیکووا، رهبر ثبت‌شده حزب، در تاریخ ۱۸ مه به‌عنوان مدیر اجرایی انجمن کشاورزی انتخاب شد. این رویداد باعث شد حزب مسیر جدیدی در پیش گیرد و از ایدئولوژی‌های سوسیالیسم کشاورزی و جمع‌گرایی به سمت مرکزگرایی حرکت کند. حزب همچنین اتحاد با حزب کمونیست فدراسیون روسیه (CPRF) را که از زمان تأسیس برقرار بود، کنار گذاشت و اکنون با جبهه مردمی برای روسیه و حزب بوم‌شناسی روسیه «سبزها» متحد شده است.
طبق نتایج انتخابات سال‌های ۲۰۱۲، ۲۰۱۳ و ۲۰۱۴، حزب در پارلمان‌های منطقه‌ای و شهری موفق به کسب پیروزی نشد.
در تاریخ ۲۱ اکتبر ۲۰۱۹، دیوان عالی روسیه، به‌دنبال شکایت وزارت دادگستری، به دلیل مشارکت ناکافی حزب در انتخابات طی ۷ سال، حکم انحلال آن را صادر کرد با این حال حزب کشاورزی روسیه در طول تاریخ خود تأثیرات مهمی بر سیاست‌های کشاورزی کشور داشته است. با وجود چالش‌های متعدد، این حزب تلاش کرد تا نمایندگی قوی برای منافع کشاورزان و توسعه پایدار بخش کشاورزی باشد.